# Милавичи
Милавичи (серб. Милавићи / Milavići) — село в общине Билеча Республики Сербской Боснии и Герцеговины. Население составляет 32 человека по переписи 2013 года.